# Gold (Donna Summer)
Gold è una raccolta della cantautrice statunitense Donna Summer pubblicata nel 2005 dall'etichetta discografica Universal Records.

## Descrizione
Il disco contiene i più grandi successi della cantante pubblicati dal 1975 al 2003.

## Accoglienza
| Recensione | Giudizio |
| ---------- | -------- |
| AllMusic   |          |

## Tracce
Disco 1
1. Love to Love You Baby – 4:58 (Pete Bellotte, Giorgio Moroder, Donna Summer)
2. Could It Be Magic – 3:56 (Adrienne Anderson, Barry Manilow)
3. Try Me, I Know We Can Make It – 4:47 (Giorgio Moroder, Donna Summer)
4. Spring Affair – 4:02 (Pete Bellotte, Giorgio Moroder, Donna Summer)
5. Love's Unkind – 4:26 (Pete Bellotte, Giorgio Moroder, Donna Summer)
6. I Feel Love – 5:52 (Pete Bellotte, Giorgio Moroder, Donna Summer)
7. I Love You – 4:42 (Pete Bellotte, Giorgio Moroder, Donna Summer)
8. Last Dance – 4:58 (Paul Jabara)
9. MacArthur Park – 6:28 (Jimmy Webb)
10. Heavens Knows – 3:39 (Pete Bellotte, Greg Mathieson, Giorgio Moroder, Donna Summer)
11. Hot Stuff – 6:46 (Pete Bellotte, Harold Faltermeyer, Keith Forsey)
12. Bad Girls – 4:57 (Joe Esposito, Eddie Hokenson, Bruce Sudano, Donna Summer)
13. Dim All the Lights – 4:36 (Donna Summer)
14. Sunset People – 6:29 (Pete Bellotte, Harold Faltermeyer, Keith Forsey)
15. No More Tears (Enough Is Enough) (feat. Barbra Streisand) – 4:48 (Paul Jabara, Bruce Roberts)
16. On the Radio – 4:05 (Giorgio Moroder, Donna Summer)

Disco 2
1. The Wanderer – 3:47 (Giorgio Moroder, Donna Summer)
2. Love Is in Control (Finger on the Trigger) – 4:20 (Quincy Jones, Merria Ross, Rod Temperton)
3. State of Independence – 5:50 (Jon Anderson, Vangelis)
4. She Works Hard for the Money – 5:21 (Michael Omartian, Donna Summer)
5. Unconditional Love – 4:43 (Michael Omartian, Donna Summer)
6. There Goes My Baby – 4:07 (Jerry Leiber, Benjamin Nelson, Lover Patterson, Mike Stoller, George Treadwell)
7. Supernatural Love – 3:35 (Michael Omartian, Bruce Sudano, Donna Summer)
8. Dinner with Gershwin – 4:39 (Brenda Russell)
9. All Systems Go – 4:13 (Harold Faltermeyer, Donna Summer)
10. This Time I Know It's for Real – 3:37 (Matt Aitken, Michael Stock, Donna Summer, Peter Alan Waterman)
11. I Don't Wanna Get Hurt – 3:27 (Matt Aitken, Michael Stock, Peter Alan Waterman)
12. Love's About to Change My Heart – 3:47 (Matt Aitken, Michael Stock, Peter Alan Waterman)
13. When Love Cries – 4:31 (Keith Diamond, Larry Henley, Eve Nelson, Anthony Smith, Donna Summer)
14. Carry On – 3:41 (Giorgio Moroder, Marietta Waters)
15. Melody of Love (Wanna Be Loved) – 4:15 (Joe Carrano, Robert Clivillés, David Cole, Donna Summer)
16. I Will Go With You (Con te partirò) – 4:09 (Lucio Quarantotto, Francesco Sartori)
17. Dream-A-Lot's Theme (I Will Live for Love) – 4:52 (Nathan DiGesare, Donna Summer)
18. You're So Beautiful – 4:05 (Nathan DiGesare, Tony Moran, Donna Summer)